# Théorème de plongement de Whitney
En géométrie différentielle, le théorème de plongement de Whitney fait le lien entre les notions de variété abstraite et de sous-variété de l'espace vectoriel réel Rn : toute variété différentielle de dimension m (à base dénombrable par définition,,,) se plonge dans l'espace euclidien de dimension 2m,. Cette valeur 2m peut bien sûr être diminuée dans certains exemples particuliers, comme la sphère. Mais pour l'exemple de l'espace projectif réel de dimension m = 2k, la constante 2m est optimale.
Une version faible plus élémentaire consiste à plonger la variété seulement dans R2m+1. Cette version, souvent démontrée dans le cas particulier d'une variété compacte, s'étend facilement au cas général, avec un plongement qui est encore d'image fermée.

## Exemples

Plongement de la surface d'une sphère en dimension 3.

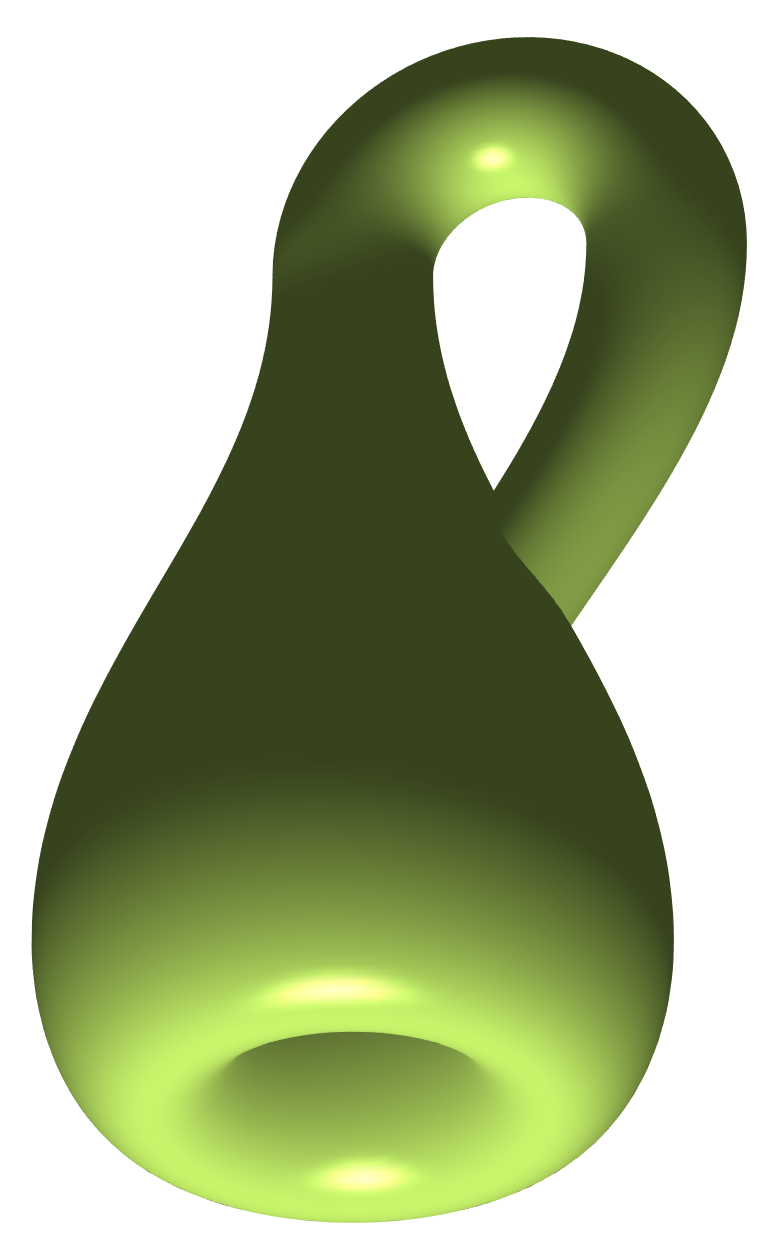
Une bouteille de Klein. Sa surface est plongeable en 4D, mais pas en 3D (c'est pourquoi l'illustration montre une intersection).

Voici des exemples qui illustrent le théorème de plongement de Whitney. Par exemple, une sphère qui est de dimension 2 peut se plonger en dimension 3. Un autre exemple est la bouteille de Klein, qui est une surface (dimension 2) et qui se plonge en dimension 4.

## Remarque historique
La preuve de la version faible, en 1936, fut l'occasion pour Hassler Whitney de donner la première formulation complète du concept de variété différentielle, concept déjà utilisé de façon implicite dans les travaux de Riemann, les travaux sur les groupes de Lie, et en relativité générale depuis de nombreuses années. Cette formulation utilisa et permit de dépasser celle de Hermann Weyl dans son livre de 1913, Die Idee der Riemannschen Fläche (Le concept de surface de Riemann). Whitney publia la version forte de son théorème en 1944.

## Idée de preuve de la version faible
Dans un premier temps, on montre en utilisant des partitions de l'unité que la variété peut être plongée dans RN.
Cette technique ne donne aucun contrôle sur la valeur de N mais, à l'aide du théorème de Sard, on montre que
tant que N ≥ 2m + 2 (m étant la dimension de la variété), presque toutes les projections (obliques) sur RN–1 restent des sous-variétés. On peut donc ainsi descendre jusqu'à 2m + 1.

## Optimalité
Soit une variété différentielle M de dimension m, plongée dans l'espace Rm+n. Le fibré normal est un fibré vectoriel de base M et de rang n, dont la classe totale de Stiefel-Whitney w est l'inverse de la classe totale de Stiefel-Whitney w du fibré tangent de M. Les identités wi = 0 pour i ≥ n impliquent, compte tenu de w fixé, des contraintes sur M dépendant de la topologie globale de M.